# Église Sainte-Anne-de-Miséricorde
L'église Sainte-Anne-de-Miséricorde est une église de Palerme, située à l'emplacement de l'ancien marché des Lattarini et construite dans le style baroque.

## Histoire
Entre 1594 et 1596, près des ruines du Palais des Vêpres, fut construite une petite église consacrée à la Vierge de miséricorde et gérée par le Tiers Ordre régulier de Saint François. Le bâtiment occupe actuellement le transept de l'église Sainte Anne, qui a conservé une fresque, attribuée au peintre Tommaso de Vigilia représentant la Pietà. Depuis l'église s'est avérée trop étroite et inadaptée aux besoins des fidèles, il a été décidé d'un agrandissement avec l'aide des autorités, des nobles et de la population dévote.
La conception architecturale du bâtiment fut confiée à l'architecte sénatorial Mariano Smiriglio. La pose de la première pierre a eu lieu le 26 octobre 1606 et la construction fut achevée en 1632. L'église fut consacrée le 13 novembre 1639 par monseigneur Francesco Traina, en l'honneur de sainte Anne, co-patronne de la ville, l'église devint connue comme l'"église de Sainte Anne". La façade actuelle, basée sur des modèles stylistiques du baroque romain, fut réalisée autour de 1736 par l'architecte Giovanni Biagio Amico, au cours d'une restauration devenue nécessaire en raison du tremblement de terre de 1726. En conséquence d'un nouveau tremblement de terre, qui toucha la ville en 1823, la voûte s'effondra, ce qui lança de nouveaux travaux de restauration.
Avec la suppression des ordres et des corporations religieuses en 1866, décidée par le nouveau Royaume d'Italie, l'église et le couvent adjacent furent confisqués par l'État. Pendant plusieurs années l'église a été utilisée comme grenier. Dans les années 1920, à l'époque de la signature des Accords du Latran, le bâtiment fut de nouveau confié aux moines, qui ont repris possession d'une partie de l'ancien couvent. Le 8 décembre 1961 l'église fut élevée au rang de paroisse par l'Archevêque de Palerme Ernesto Ruffini. Au fil des ans, la structure a subi de graves dommages en raison des tremblements de terre de 1940, de 1968 et de 2002.

## Architecture et art

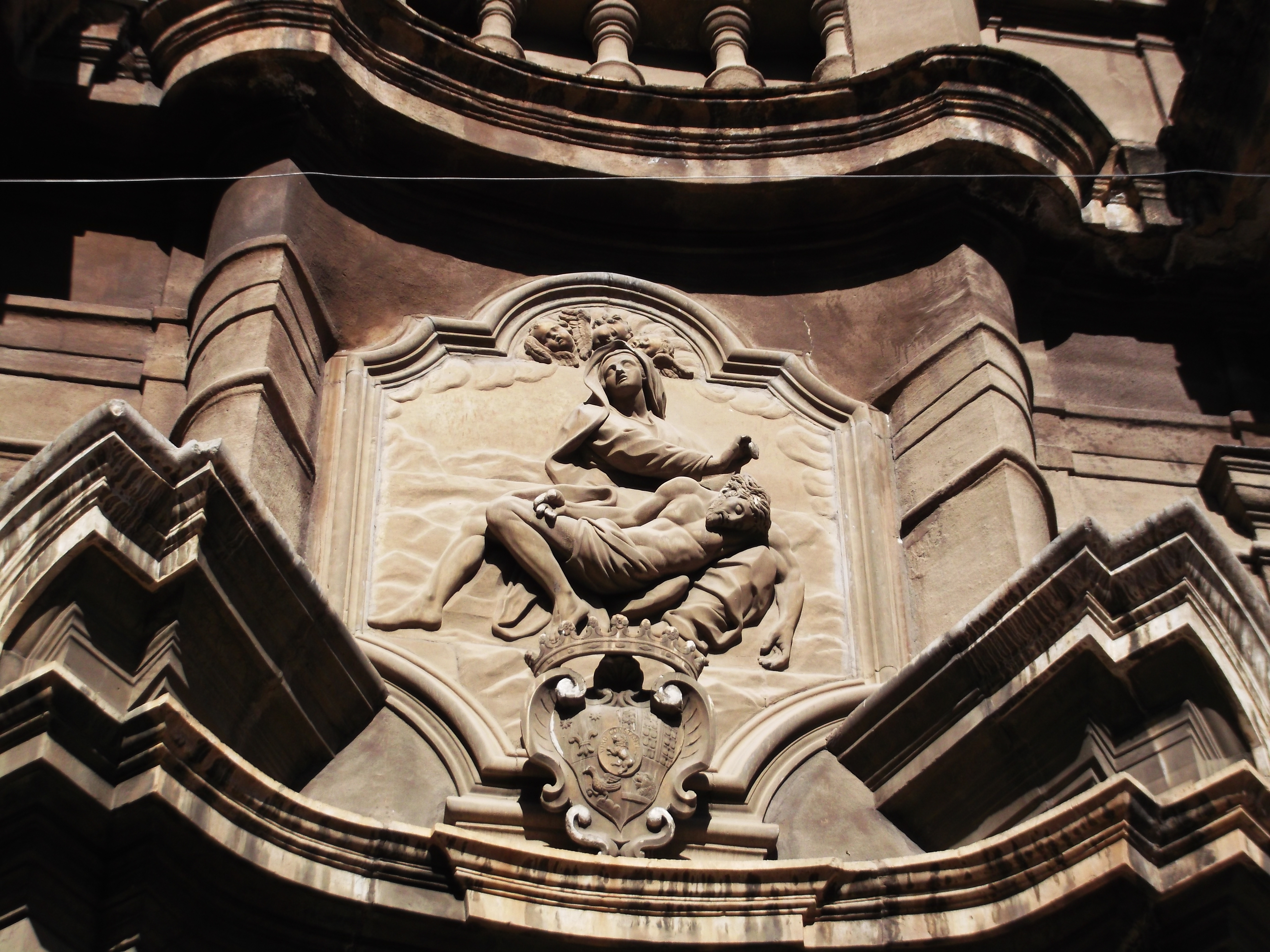
Haut-relief représentant la «Pietà» par Lorenzo Marabitti (1778-1784)

La façade conçue par Giovanni Biagio Amico possède une partie sinueuse, caractérisée par des courbes et des creux. Les décorations sculpturales qui ornent le haut de la façade furent dessinées par Giacomo Serpotta et réalisées par les sculpteurs Gioacchino Vitagliano, Giacomo Pennino et Lorenzo Marabitti. Ce dernier, en particulier, fut l'auteur du haut-relief représentant la Pietà sur le portail principal. Les statues des niches représentent : saint Joseph, sainte Élisabeth, sainte Anne et saint Joachim. Les deux statues au-dessus représentent saint Louis et saint Antoine.
L'intérieur de l'église est caractérisé par des éléments de moulures de la fin de la Renaissance. La structure est divisée en trois nefs divisées par des colonnes de marbre gris et des arcs. Le presbytère est de forme rectangulaire. Le dôme ne fut jamais réalisé, mais une peinture sur bois en simule l'existence. Parmi les œuvres d'art qui enrichissent l'église on trouve : la fresque de la Pietà de Tommaso de Vigilia, une autre de Vito d'Anna relative à l’Ascension, des peintures de Filippo Tancredi, Elia Interguglielmi et du peintre flamand Guglielmo Walsgart (auteur de la peinture de l'Immaculée Conception). À noter également la présence d'une statue en bois précieux, réalisée par Baldassare Pampillonia, représentant saint Joseph et Jésus enfant.
Le tremblement de terre de 2002 a rendu l'église inutilisable pendant cinq ans. L'ancien couvent de Sainte Anne abrite aujourd'hui la Galerie d'art moderne de Palerme.

## Source de la traduction
- (it) Cet article est partiellement ou en totalité issu de l’article de Wikipédia en italien intitulé « Chiesa di Sant'Anna la Misericordia » (voir la liste des auteurs).